# Nore og Uvdal
Nore og Uvdal est une kommune de Norvège. Elle est située dans le comté de Buskerud.